# 郭文
郭文（1452年—？），字尚質，陝西秦州衛軍籍鳳翔府麟遊縣人，明朝政治人物。

## 生平
陝西鄉試第五十八名舉人。成化十七年（1481年）中式辛丑科會試第二百五十二名，三甲第二十五名進士。

## 家族
曾祖郭祥；祖父郭政；父郭彥銘，母蕭氏；繼母劉氏。具庆下。

## 延伸阅读
[在维基数据编辑]
 《晉書·卷094》，出自房玄齡《晉書》